# Invasione di Nadir Shah dell'Impero Moghul
L'invasione di Nadir Shah dell'Impero Moghul fu un'invasione militare dell'Impero Moghul, avvenuta nel marzo del 1739.

## Storia
Nadir, scià di Persia (1736–47) e fondatore della Dinastia Afsharide di Persia, invase l'Impero Moghul attaccando Delhi nel marzo del 1739. Il suo esercito sconfisse facilmente i Moghul nella battaglia di Karnal e catturò persino la capitale mughal dopo la battaglia.
La vittoria di Nadir Shah sul debole e ormai a pezzi Impero Moghul in estremo oriente gli consentì di accumulare ricchezze tali da poter riprendere la guerra contro il proprio principale rivale, il vicino Impero ottomano, oltre a condurre altre campagne militari nel Caucaso settentrionale ed in Asia centrale.

### L'invasione
Nadir Shah divenne scià persiano ufficialmente nel 1736 e le sue truppe presero Esfahan dai safavidi e fondarono la dinastia degli afsharidi in quello stesso anno. Nel 1738, Nadir Shah conquistò Kandahar, l'ultimo avamposto della dinastia Hotak ed iniziò quindi a lanciare dei raids contro il Kush indù verso l'India settentrionale che, al tempo, era sottoposta al dominio dell'Impero Moghul.
L'Impero Moghul era stato indebolto da una serie di rovinose guerre di successione nei tre decenni successivi alla morte di Aurangzeb. I nobili musulmani avevano proclamato la loro indipendenza dai maratha indù dell'Impero Maratha ed avevano conquistato gran parte del territorio dell'India centrale e settentrionale. Il regnante locale, Muhammad Shah, non fu in grado di fermare la disgregazione dell'impero. L'amministrazione della corte imperiale era corrotta e debole e per contrasto la grande prosperità ed il prestigio della capitale, Delhi, rimanevano altissime. Nadir Shah, attratto dalla ricchezza del paese, si mise a compiere dei saccheggi sul confine prima di invadere l'India.
Nadir chiese a Muhammad Shah aveva chiesto di chiudere le frontiere Moghul a breve distanza da Kabul di modo che gli afghani ribelli che egli stava combattendo non potessero trovare rifugio presso la città. Comunque, sebbene l'imperatore si disse d'accordo con questo provvedimento, di fatto non fece nulla per chiudere effettivamente le frontiere. Nadir colse l'occasione come pretesto per una guerra. Assieme con Eraclio II di Georgia, prese parte ad una sedizione come comandante di un contingente, e così ebbe inizio la lunga marcia. Egli sconfisse i nemici afghani che stavano cercando rifugio nell'Hindu Kush ed assediarono le principali città di Ghazni, Kabul e Peshawar prima di avanzare nel Punjab e catturare Lahore. Nadir avanzò verso il fiume Indo prima della fine dell'anno e i Moghul prepararono le loro armate da contrapporre a lui.
Alla Battaglia di Karnal il 13 febbraio 1739, Nadir guidò ancora una volta il suo esercito alla vittoria questa volta contro i Moghul, e Muhammad Shah si arrese ed entrambi entrarono a Delhi. La capitale Delhi si arrese a Nadir. Egli entrò in città il 20 marzo 1739 ed occupò gli appartamenti di Shah Jehan nel marathaForte Rosso. Vennero coniate delle monete commemorative, vennero recitate delle preghiere in suo nome nella moschea di Jama Masjid e nelle altre di Delhi. Il giorno successivo, lo scià tenne un grande durbar nella capitale.

### Il massacro

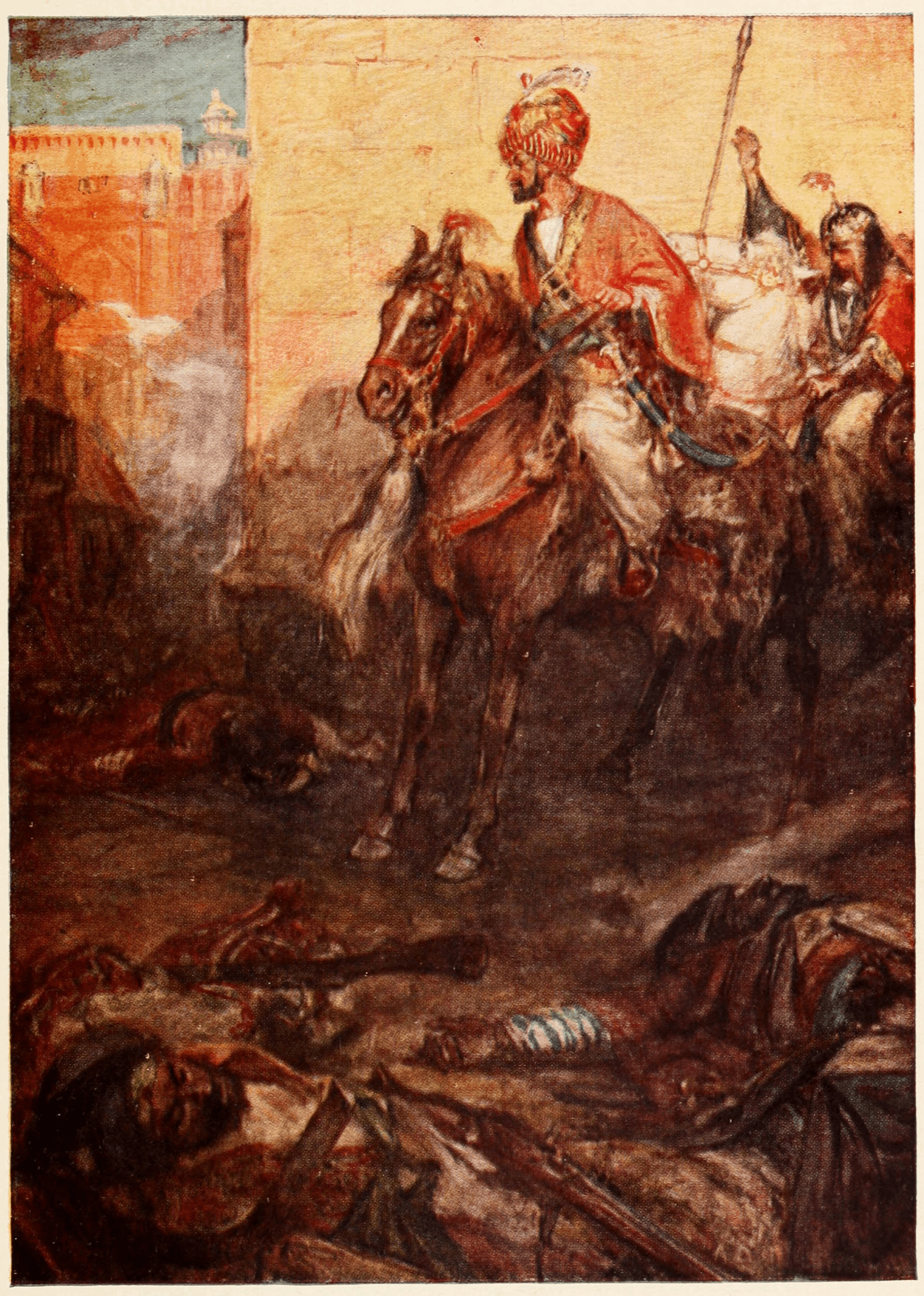
Nadir Shah osserva le teste dei soldati uccisi dal popolo di delhi

L'occupazione persiana portò ad un aumento dei prezzi in città. L'amministratore locale tentò di fissare questi prezzi ad un livello basso e le truppe persiano vennero inviate al mercato di Paharganj come richiesto da Delhi. Ad ogni modo, i mercanti locali si rifiutarono di accettare i prezzi ribassato e questo portò allo scoppio di alcune violenze e diversi persiani finirono uccisi.
Quando si diffuse la falsa notizia che Nadir stesso era stato assassinato da una guardia travestita da donna al Forte Rosso, gli indiani attaccarono ed uccisero altri persiani durante le rivolte scoppiate nella notte del 21 marzo. Nadir, furioso per queste uccisioni, diede ordine ai suoi soldati di eseguire il famoso qatl-e-aam (qatl, lett. "uccisione"; aam, lett. "pubblica") a Delhi.
La mattina del 22 marzo, lo scià cavalcò in piena armatura militare e prese sede Sunehri Masjid di Roshan-ud-dowla presso la Kotwali Chabutra al centro del Chandni Chowk. A questo punto, con l'accompagnamento del rullo dei tamburi e del suono delle trombe, estrasse la propria spada e tra la folla festante compì una cavalcata: era in realtà quello il segnale per l'inizio della carneficina. L'esercito persiano occupante, in contemporanea, estrasse le proprie spade e le proprie armi e si scagliò contro i cittadini indifesi della città. I soldati ebbero licenza di fare ciò che più preferivano, compreso saccheggiare le abitazioni dei residenti.
Aree di Delhi come Chandni Chowk e Dariba Kalan, Fatehpuri, Faiz Bazar, Hauz Kazi, Johri Bazar ed i cancelli Lahori, Ajmeri e Kabuli, tutte con una densa popolazione indù e musulmana, vennero presto ricoperte di cadaveri. I musulmani, come del resto gli indù ed sikh, preferirono in molti casi uccidere personalmente le loro mogli ed i loro figli piuttosto che farli uccidere dai persiani.
Secondo Tazkira:
Le forze di Muhammad Shah implorarono pietà. Questi eventi orrorifici vennero ricordati dalle cronache contemporanee come ad esempio il Tarikh-e-Hindi di Rustam Ali, il Bayan-e-Waqai di Abdul Karim e la Tazkira di Anand Ram Mukhlis.
Dopo diverse ore di preghiere, Nadir Shah diede il segnale di fermare la carneficina e ripose la propria spada nel fodero come segnale di pace.

### Le perdite
È stato stimato che durante le sei ore di massacri, nel solo 22 marzo 1739, qualcosa come 20 000 abitanti su 30 000 tra uomini, donne e bambini residenti a Delhi vennero uccisi dalle truppe persiane. L'esatto numero delle vittime è ad oggi incerto dal momento che dopo il massacro, i corpi delle vittime vennero bruciati in massa su pire comuni e cremati senza sepolture singole.

### Il saccheggio

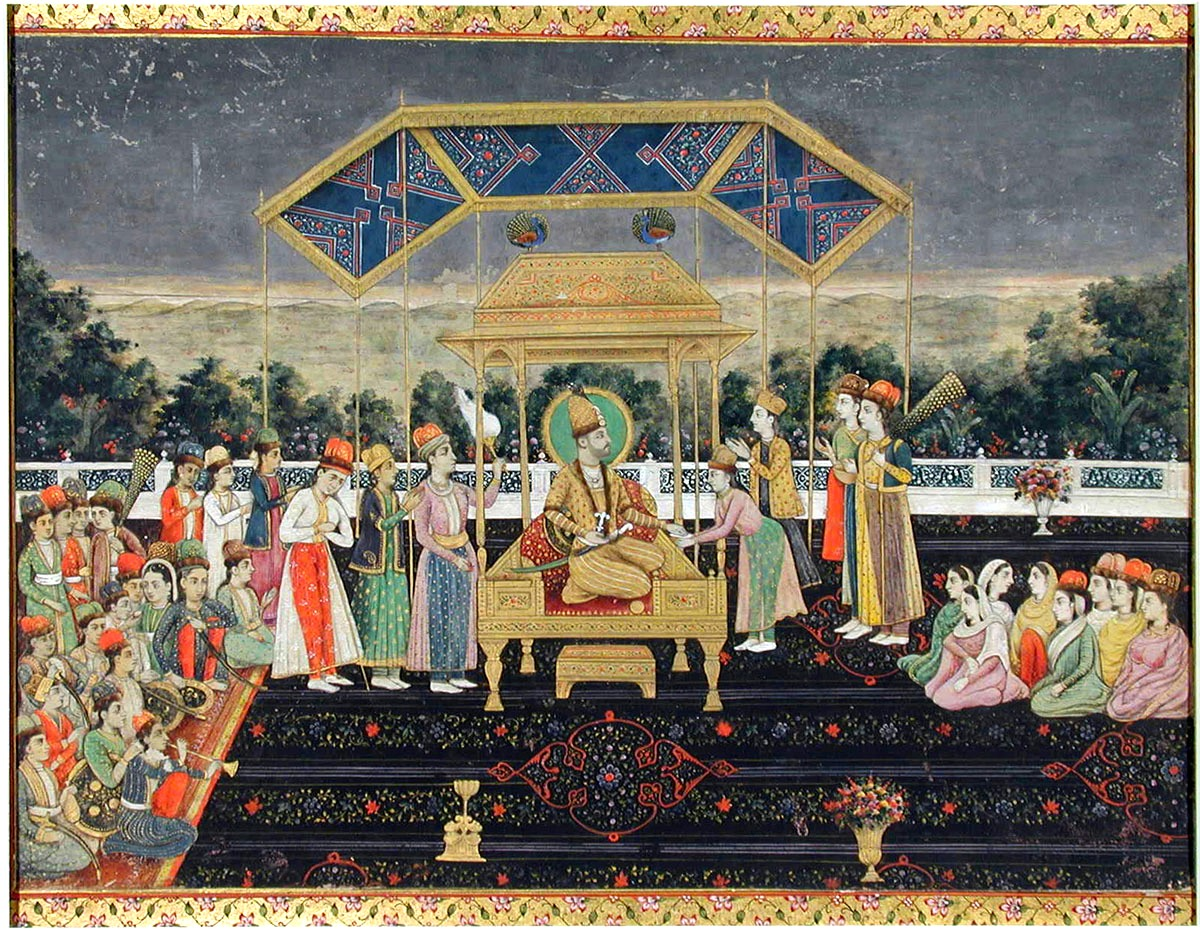
Nadir Shah siede sul Trono di pavone dopo la vittoria alla Battaglia di Karnal

La città venne saccheggiata per diversi giorni. Un'enorme multa di 20 000.000 di rupie venne imposta al popolo di Delhi. Muhammad Shah dovette cedere le chiavi del tesoro reale, perdendo così anche il Trono di pavone, in favore di Nader Shah, che poi lo utilizzò come simbolo del potere imperiale persiano. Tra il tesoro saccheggiato dai persiani, Nadir ottenne anche i famosi diamanti Koh-i-Noor e Darya-ye Noor ("Montagna di luce" e "Luce del mare" rispettivamente); attualmente essi sono parte dei tesori della corona britannica e di quella iraniana, rispettivamente. Le truppe persiane lasciarono Delhi all'inizio di maggio del 1739.

### Conseguenze
Il tesoro saccheggiato a Delhi era così ingente che Nadir riuscì a bloccare la riscossione della tassazione in Persia per un periodo di tre anni. La vittoria di Nadir Shah contro l'Impero Moghul in oriente avrebbe consentito ora di portarlo ad occuparsi degli ottomani ad ovest. Il sultano ottomano Mahmud I iniziò la guerra ottomano-persiana (1743–1746), nella quale Muhammad Shah cooperò da vicino con gli ottomani sino alla sua morte nel 1748.
La campagna indiana di Nadir allertò anche la Compagnia britannica delle Indie orientali che, per quanto lontana dai luoghi di questi accadimenti, capì che l'impero Moghul si trovava in crisi e che era quindi possibile approfittare di questo vuoto di potere.